# کوین بونیفازی
کوین بونیفازی (انگلیسی: Kevin Bonifazi؛ زادهٔ ۱۹ مهٔ ۱۹۹۶) بازیکن فوتبال اهل ایتالیا است.
از باشگاه‌هایی که در آن بازی کرده‌است می‌توان به باشگاه فوتبال اسپال، باشگاه فوتبال تورینو، و باشگاه فوتبال روبور سیه‌نا اشاره کرد.
وی همچنین در تیم ملی فوتبال زیر ۲۱ سال ایتالیا بازی کرده‌است.